# Teodoro Paleólogo
Teodoro Paleólogo (en italiano: Teodoro Paleologo; c. 1560 - 21 de enero de 1636) fue un noble, soldado y asesino griego de los siglos XVI y XVII. Según la genealogía que figura en su lápida, era descendiente directo por línea masculina de la dinastía Paleólogo, que gobernó el Imperio bizantino desde 1259 hasta su caída en 1453. Si bien se puede verificar que la mayoría de las figuras de la genealogía fueron figuras históricas reales, la veracidad de su ascendencia imperial es incierta.
Nacido en Pésaro alrededor de 1560, Teodoro se vio obligado a exiliarse tras ser condenado por el intento de asesinato de Leone Ramusciatti. Vivió en el exilio durante muchos años y se convirtió en un hábil soldado y asesino a sueldo. En 1597, Teodoro llegó a Londres, contratado por las autoridades de la República de Lucca para matar a Alessandro Antelminelli. Tras no encontrar a Antelminelli, Teodoro permaneció en Inglaterra, posiblemente por el resto de su vida.
En 1600, Teodoro fue contratado por Henry Clinton, conde de Lincoln, aparentemente como "caballero mayor", pero en realidad probablemente como secuaz y asesino. En aquel entonces, Clinton era quizás el noble más odiado del país. Teodoro probablemente lo acompañó en sus visitas por todo el país, la mayoría de ellas relacionadas con sus frecuentes batallas con la ley. Al servicio de Clinton, Teodoro también conoció al famoso capitán y explorador John Smith, a quien gradualmente ayudó a reincorporarse a la sociedad después de que Smith decidiera vivir como recluso.
Mientras vivía en Plymouth en 1628, Teodoro recibió una oferta de empleo del duque de Buckingham, George Villiers, casi tan odiado como el ahora fallecido conde de Lincoln, pero Villiers fue asesinado poco después. Sir Nicholas Lower invitó a Theodore a alojarse con él en su casa, Clifton Hall, en Landulph, Cornualles. Allí vivió hasta su muerte en 1636. Fue enterrado en Landulph y le sobrevivieron cinco de los seis o siete hijos que tuvo con su esposa, Mary Balls. De estos hijos, solo se sabe que Fernando Paleólogo, quien posteriormente emigró a Barbados, tuvo hijos propios.